# Nobody Knows This Is Nowhere
『Nobody Knows This Is Nowhere（ノーバディ・ノウズ・ディス・イズ・ノーウェア）』は、日本のネオアコ・バンドである b-flower の 2nd EP。
1992年1月の 1st アルバム『ペニーアーケードの年』のリリースから数ヶ月を経た5月25日に、ポルスプエスト・レコードより発売された。
収録曲4曲の作詞作曲をすべて手がけた八野英史は、『ペニーアーケードの年』の後で「内省モードが強まりつつあった僕は、元々の後ろ向きな性格も手伝って、歌詞の世界が過去へ過去へと向かって」いったと語っている。

## 収録曲
1. グライダーと長靴 [Remix] (3:50)
  - 作詞・作曲：八野英史
  - Remix バージョン。元バージョンは、日英新進インディーズバンドのコンピレーション盤『The Birth of The True』 の参加曲。
2. 動物園へ行こうよ (3:00)
  - 作詞・作曲：八野英史
  - オリジナル・バージョン。別バージョンがミニアルバム『Clover Chronicles I』に収録されている。
  - 「僕は自分の実体験をそのままに近い形で唄にすることを極端に嫌うタイプなもので、この曲の歌詞ほど100％現実を素直に描写したものは、あとにも先にもないのではないか」（八野）。ちなみに八野はこの曲を、「四畳半フォーク」ならぬ「ワンルームマンション・ネオアコ」と（こっそり）呼んでいた[1]。
3. ペニーアーケードの年 [Remix] (2:50)
  - 作詞・作曲：八野英史
  - Remix バージョン。同名アルバムにオリジナル・バージョンが、さらに別バージョンがミニアルバム『Clover Chronicles I』に、それぞれ収録されている。
4. 静かにして、何もしない (2:33)
  - 作詞・作曲：八野英史
  - 英語名『Stay Still』として、1年後の1993年にアナログ7インチで英国リリースされ、NME 紙や Melody Maker 紙より絶賛された曲。
  - 「レコーディングでは、ピアノと歌を録って MIX して、その後2～3回スタジオのラジカセの回路を通過させて、音をローファイ化させた憶えがある」（八野）[1]。

## 備考
- アルバム・ジャケットの写真の少年は、Sugarfrost Records 主宰のジョン（通称）の甥で、今は大学生の Sam Colebone 。写真撮影は、同レーベル共同主宰の山内章子の手に寄る。同レーベルからは、アナログ7インチ二枚を英国リリースした。
- 同名の『Nobody Knows This Is Nowhere』という曲は、このEPの中にはなく、同年末に発表した 2nd アルバム『ムクドリの眼をした少年』に収録されている。
- 2010年現在、廃盤。